# Уткисубани
Уткисубани (груз. უტყისუბანი) — село в Грузии, на территории Адигенского муниципалитета края (мхаре) Самцхе-Джавахети.

## География
Село находится в южной части Грузии, на левом берегу реки Дзиндзисцкали (правый приток Кваблиани), на расстоянии 8 километров (по прямой) к юго-западу от посёлка городского типа Адигени, административного центра муниципалитета.

## Население
По результатам официальной переписи населения 2014 года, в Уткисубани проживало 57 человек (32 мужчин и 25 женщин). В национальной структуре населения грузины составляли 100 %.
| Год  | Население, человек |
| ---- | ------------------ |
| 2002 | 79                 |
| 2014 | ↘ 57               |